# Pawel Karlowitsch Sternberg

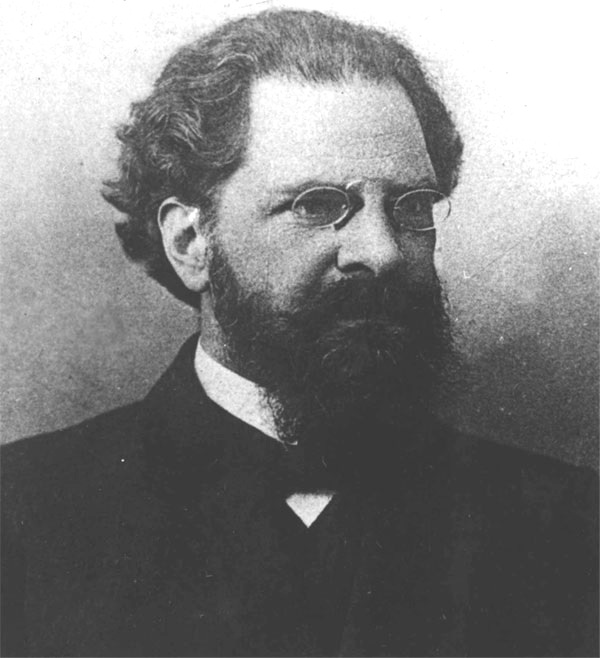
Pawel Karlowitsch Sternberg (ca. 1910)

Pawel Karlowitsch Sternberg (russisch Павел Карлович Штернберг, wiss. Transliteration Pavel Karlovič Šternberg; * 21. Märzjul. / 2. April 1865greg. in Orjol; † 1. Februar 1920greg. in Moskau) war ein russischer Astronom, Hochschullehrer und kommunistischer Revolutionär deutscher Abstammung.

## Leben
Sternbergs Vater Karl Sternberg stammte aus dem Herzogtum Braunschweig und war Kaufmann in Orjol.
Sternberg besuchte das humanistische Gymnasium in Orjol mit Abschluss 1883 und begann dann das Studium an der Universität Moskau (MGU) in der mathematischen Abteilung der physikalisch-mathematischen Fakultät. Er gehörte zu den besten Studenten Fjodor Alexandrowitsch Bredichins. Er liebte die Musik und trat in das Studentenorchester ein. Im Mai 1885 schloss er das Studium mit einer Goldmedaille der Fakultät für seine Arbeit über die Rotation des Großen Roten Flecks (GRF) des Jupiters ab. Im Sommer dieses Jahres nahm er an einer Expedition des Moskauer Observatoriums zur Beobachtung der Sonnenfinsternis vom 19. August 1887 in Jurjewez teil. Zu der Expedition gehörten Aristarch Apollonowitsch Belopolski, Jean Louis Nicolas Niesten aus Brüssel und Hermann Carl Vogel aus Potsdam. Im März 1888 wurde Sternberg Außerordentlicher Assistent des Krasnopresnenskaja-Observatoriums in Moskau. Er blieb an der MGU und bereitete sich auf die Professorenlaufbahn vor. 1890 wurde er Privatdozent an der MGU. 1899–1900 leitete er die Kommission für die Entwicklung eines Astronomiestudienprogramms für mittlere Bildungseinrichtungen.
Sternbergs Arbeitsschwerpunkt war die Gravimetrie. Für seine gravimetrischen Messungen mit dem Repsold-Pendel erhielt er die Medaille der Russischen Geographischen Gesellschaft. 1892–1903 untersuchte er detailliert die Geographische Breite des Moskauer Observatoriums im Zusammenhang mit der Polbewegung. Die Ergebnisse benutze er für seine Magisterarbeit, mit der er 1903 zum Magister promoviert wurde. Von besonderer Bedeutung waren Sternbergs fotografische Methoden zur Beobachtung von Doppelsternen.
Während der Russischen Revolution 1905 trat Sternberg heimlich in die Sozialdemokratische Arbeiterpartei Russlands ein und schloss sich den Bolschewiki an. Er beteiligte sich an der Untergrundarbeit des militärtechnischen Büros des Moskauer Parteikomitees zur Vorbereitung des Moskauer Aufstands im Dezember 1905. Am Tage des niedergeschlagenen Aufstands befand er sich auf einer Auslandsmission. Ein Teil der Waffen wurde im Observatorium aufbewahrt. 1908 wurde Sternberg über die Liste der Bolschewiki in die Moskauer Stadtduma gewählt. 1913 wurde er nach Verteidigung seiner Dissertation über Anwendungen der Fotografie in der Astronomie zum Doktor der Astronomie promoviert. 1914 folgte die Ernennung zum Außerordentlichen Professor der MGU. 1916 wurde er Leiter des  Krasnopresnenskaja-Observatoriums. Im Januar 1917 folgte die Wahl zum Ordentlichen Professor auf dem Lehrstuhl für Astronomie und Geodäsie der MGU. Daneben war Sternberg Professor bei den von Wladimir Iwanowitsch Guerrier gegründeten Höheren Kursen für Frauen.
Nach der Februarrevolution 1917 nahm Sternberg an der Beratung des Moskauer Parteikomitees über die Bildung bewaffneter Gruppen teil. Am 3. Apriljul. / 16. April 1917greg. hörte er sich in Petrograd vor dem Finnländischen Bahnhof Lenins Rede an und begab sich direkt danach zum Ersten Allrussischen Astronomie-Kongress, auf dem er aufgrund seiner wissenschaftlichen Arbeiten zum Vorsitzenden gewählt wurde. Noch im April gab er auf der regulären Sitzung des Moskauer Parteikomitees, an der auch Felix Dserschinski, Grigori Alexandrowitsch Ussijewitsch und Rosalija Samoilowna Salkind teilnahmen, einen Bericht über die Polizei, wobei es um die Organisation einer Roten Garde und die Bewaffnung der Moskauer Arbeiter ging. In einem Fernrohr des Observatoriums war eine Karte Moskaus versteckt, von der nun das Moskauer Parteikomitee Kopien an alle Moskauer Parteizellen verteilte. Kurz vor der Oktoberrevolution in Moskau wurde Sternberg zum Beauftragten des Parteizentrums für den Bezirk Samoskworetschje ernannt, von dem aus die Beschießung des Moskauer Kremls beginnen sollte. Der Angriff begann in der Morgendämmerung des 28. Oktoberjul. / 10. November 1917greg. unter Sternbergs Leitung. Im November 1917 wurde Sternberg Militärgouverneurkommissar Moskaus. Im Januar 1918 stellte er den Sammlungen des Darwin-Museums einen Schutzbrief aus, der den höchsten wissenschaftlichen Wert der Sammlungen bescheinigte.
Im März 1918 wurde Sternberg stellvertretendes Mitglied des Kollegiums des Volkskommissariats für Bildung der RSFSR und Leiter der Abteilung für höhere Schulen. Im Juli 1918 wirkte er an der Vorbereitung und Durchführung der Konferenz der Hochschulfunktionäre für Fragen der Hochschulreform mit. Infolge der Verschärfung des Russischen Bürgerkriegs wurde er im September 1918 als Mitglied des Revolutionsmilitärrats und Politkommissar der 2. Armee der Ostfront an die Front geschickt. Wegen der sich verschlechternden Gesundheit Sternbergs stellte Leo Trotzki auf der Politbürositzung am 18. April 1919 die Frage nach einem Urlaub Sternbergs im Süden. Im November und Dezember 1919 war Sternberg an der Führung der Operationen der 3. und 5. Armee der Ostfront der Roten Armee zur Eroberung von Omsk beteiligt. Bei der Bezwingung des Irtyschs erkrankte er schwer und wurde nach Moskau gebracht, wo er bald starb. Er wurde auf dem Wagankowoer Friedhof begraben.
Pawel Sternberg war mit der Revolutionärin Warwara Nikolajewna Jakowlewa verheiratet. Das Sternberg-Institut für Astronomie in Moskau, der Asteroid (995) Sternberga und der Shternberg-Krater auf der Mondrückseite sind nach ihm benannt.